# Sondheim vor der Rhön
Sondheim vor der Rhön (amtlich: Sondheim v.d.Rhön) ist eine Gemeinde im unterfränkischen Landkreis Rhön-Grabfeld. Die Gemeinde ist Mitglied der Verwaltungsgemeinschaft Ostheim vor der Rhön.

## Geografie
Die Gemeinde liegt in der Region Main-Rhön ca. zehn Kilometer von Mellrichstadt.

### Gemeindegliederung
Es gibt zwei Gemeindeteile (in Klammern ist der Siedlungstyp angegeben):
- Sondheim v.d.Rhön (Pfarrdorf)
- Stetten (Pfarrdorf)

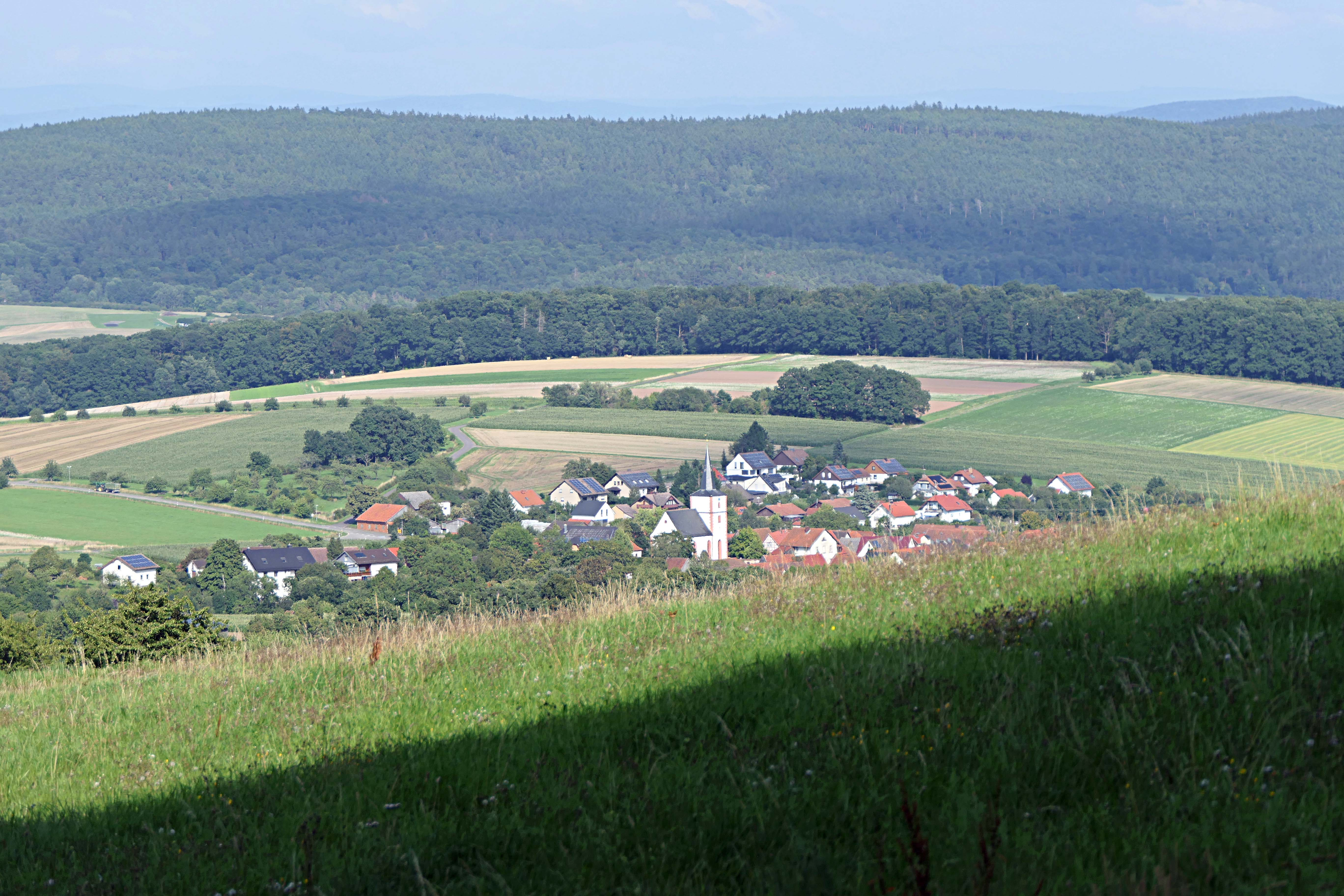
Stetten von Westen

Es gibt die Gemarkungen Sondheim v.d.Rhön und Stetten.

## Geschichte

### Bis zum 18. Jahrhundert
Die fränkische Siedlung Sondheim wurde um 525 gegründet. 789 erfolgte die erste urkundliche Erwähnung. Bis 1335 war Sondheim der bedeutendste Ort im Baringau und Sitz des Centgerichtes.
1359 erfolgte die Erhebung zur Stadt, das Stadtrecht wurde jedoch nicht wahrgenommen. Zwischen 1230 und 1435 unterstand der Ort dem Hochstift Würzburg und kam dann zum Amt Lichtenberg, welches bis 1548 zur Grafschaft Henneberg-Römhild und ab 1555 zu verschiedenen Ernestinischen Herzogtümern gehörte, zuletzt ab 1741 zu Sachsen-Weimar-Eisenach.

### 19. und 20. Jahrhundert
Ab 1808 lag Sondheim in der thüringischen „Exklave Ostheim“.
1840 wurde Sondheim durch einen großen Brand zerstört. Als ehemaliges Amt des Großherzogtums Sachsen-Weimar-Eisenach kam die Exklave Ostheim 1920 zum neu gegründeten Freistaat Thüringen. 1945 kam Sondheim durch verwaltungsmäßige Zuordnung der US-Militärregierung von Thüringen an Bayern. Im Jahr 1978 wurde Sondheim eine Mitgliedsgemeinde bei der Verwaltungsgemeinschaft Ostheim.
Aufgrund der früheren Landesherrschaft sind die Dörfer dieser ehemaligen Exklave im Gegensatz zum katholischen Umland bis heute überwiegend evangelisch.

### Eingemeindungen
Im Zuge der Gebietsreform in Bayern wurde am 1. Mai 1978 die Gemeinde Stetten eingegliedert.

### Einwohnerentwicklung
(Quelle: )
- 1961: 1132 Einwohner
- 1970: 1105 Einwohner
- 1987: 1061 Einwohner
- 1991: 1206 Einwohner
- 1995: 1217 Einwohner
- 2000: 1154 Einwohner
- 2005: 1066 Einwohner
- 2010: 0975 Einwohner
- 2011: 0982 Einwohner
- 2012: 0959 Einwohner
- 2013: 0956 Einwohner
- 2014: 0933 Einwohner
- 2015: 0928 Einwohner
- 2016: 0944 Einwohner
- 2017: 0943 Einwohner
- 2018: 0922 Einwohner
- 2019: 0921 Einwohner
- 2020: 0929 Einwohner
- 2021: 0906 Einwohner
- 2022: 0914 Einwohner

Im Zeitraum 1988 bis 2018 sank die Einwohnerzahl von 1076 auf 922 um 154 Einwohner bzw. um 14,3 %. 1993 hatte die Gemeinde 1234 Einwohner.

## Politik

### Bürgermeister
- 1876–1880 Friedrich Streit
- 1880–1891 Friedrich Hofmann
- 1892–1918 Gottlieb Diemar
- 1918–1933 Konstantin Benkert
- 1933–1945 Gustav Schmidt
- 1946–1952 Heinrich Siepermann
- 1952–1966 Hugo Bach
- 1966–1986 Edwin Löhler
- 1986–1989 Helmut Diemer
- 1989–1990 Günter Strohmenger
- 1990–2002 Ulla Schröder
- 2002–2014 Monika Götz
- ab 2014 Thilo Wehner

Bürgermeisterin Monika Götz wurde im Jahr 2002 Nachfolgerin von Ulla Schröder (Freie Wählervereinigung „Grenzland“). Bei der Direktwahl des Bürgermeisters ist sie 2008 mit knapp 90 % der Stimmen im Amt bestätigt worden. 2014 legte sie ihr Amt nieder. Nachfolger ist Thilo Wehner (parteilos), der 2020 wiedergewählt wurde.

### Gemeinderat
Die Gemeinderatswahlen seit 2014 ergaben folgende Stimmenanteile und Sitzverteilungen:
| Partei/Liste                           | 2020    | 2020    | 2014    | 2014    |
| Partei/Liste                           | %       | Sitze   | %       | Sitze   |
| -------------------------------------- | ------- | ------- | ------- | ------- |
| Freie Wählervereinigung Sondheim (FWV) | 58,27   | 5       | 53,87   | 7       |
| Freie Wählergemeinschaft Stetten (FWG) | 41,73   | 3       | 46,13   | 5       |
| Wahlbeteiligung                        | 71,70 % | 71,70 % | 68,59 % | 68,59 % |

### Bundestagswahlen
Die Wähler votierten bei Bundestagswahlen 2005 und 2009 für folgende Parteien:
| Partei               | 2021       | 2021  | 2021        | 2021  | 2017       | 2017 | 2017        | 2017 | 2013        | 2013  | 2013         | 2013  | 2009        | 2009        | 2009   | 2009 | 2005             | 2005 | 2005             | 2005 |
|                      | Erststimme | %     | Zweitstimme | %     | Erststimme | %    | Zweitstimme | %    | Erststimmen | %     | Zweitstimmen | %     | Erststimmen | %           | Zweit- | %    | Erststimmen      | %    | Zweit-           | %    |
| -------------------- | ---------- | ----- | ----------- | ----- | ---------- | ---- | ----------- | ---- | ----------- | ----- | ------------ | ----- | ----------- | ----------- | ------ | ---- | ---------------- | ---- | ---------------- | ---- |
| CSU                  | 257        | 43,12 | 222         | 37,19 |            | 53,6 |             | 40,3 | 330         | 59,35 | 283          | 50,63 | 289         | 52,5 (−9,9) | 218    | 39,5 | 387              | 62,4 | 345              | 54,7 |
| SPD                  | 93         | 15,6  | 91          | 15,24 |            | 20,6 |             | 17,7 | 129         | 23,20 | 142          | 25,40 | 105         | 19,1 (−4,3) | 86     | 15,6 | 145              | 23,4 | 149              | 23,6 |
| FDP                  | 38         | 6,38  | 51          | 8,54  |            | 5,2  |             | 12,0 | 7           | 1,26  | 29           | 5,19  | 53          | 9,6 (+5,7)  | 99     | 17,9 | 24               | 3,9  | 59               | 9,4  |
| GRÜNE                | 24         | 4,03  | 30          | 5,03  |            | 3,6  |             | 3,5  | 27          | 4,86  | 23           | 4,11  | 46          | 8,4 (+5,5)  | 44     | 8,0  | 18               | 2,9  | 17               | 2,4  |
| LINKE                | 15         | 2,52  | 18          | 3,02  |            | 4,2  |             | 4,2  | 20          | 3,60  | 15           | 2,68  | 45          | 8,2 (+5,3)  | 50     | 9,1  | 18               | 2,9  | 21               | 3,3  |
| Sonstige Parteien:   |            |       |             |       |            |      |             |      |             |       |              |       | –           | 2,2 (−2,3)  | –      | 10,0 | –                | 4,5  | –                | 6,3  |
| Freie Wähler         |            |       | 54          | 9,05  |            |      |             | 4,3  | 19          | 3,42  | 19           | 3,40  |             |             |        |      |                  |      |                  |      |
| AfD                  | 75         | 12,58 | 88          | 14,74 |            | 12,7 |             | 14,8 |             |       | 19           | 3,40  |             |             |        |      |                  |      |                  |      |
| Die Partei           | 16         | 2,68  | 7           | 1,17  |            |      |             |      |             |       |              |       |             |             |        |      |                  |      |                  |      |
| Die Basis            | 13         | 2,18  | 7           | 1,17  |            |      |             |      |             |       |              |       |             |             |        |      |                  |      |                  |      |
| Bündnis C            |            |       | 1           | 0,17  |            |      |             |      |             |       |              |       |             |             |        |      |                  |      |                  |      |
| NPD                  |            |       | 2           | 0,34  |            |      |             | 0,5  | 8           | 1,44  | 2            | 0,36  | 11          | –           | 13     | –    | 25               | –    | 20               | -    |
| REP                  |            |       |             |       |            |      |             |      |             |       | 4            | 0,72  | –           | –           | 6      | –    | –                | –    | 9                | –    |
| FAMILIE              |            |       |             |       |            |      |             |      |             |       |              |       | –           | –           | 9      | –    | –                | –    | 3                | –    |
| BP                   |            |       | 2           | 0,34  |            |      |             | 0,7  |             |       | 1            | 0,18  | –           | –           | 1      | –    | –                | –    | 2                | –    |
| BBC                  |            |       |             |       |            |      |             |      |             |       |              |       | –           | –           | 1      | –    | 3                | –    | 4                | –    |
| DIE VIOLETTEN        |            |       |             |       |            |      |             |      |             |       |              |       | –           | –           | 2      | –    | nicht angetreten | –    | nicht angetreten | –    |
| Die Tierschutzpartei |            |       | 10          | 1,68  |            |      |             | 1,0  |             |       | 5            | 0,89  | –           | –           | 7      | –    | nicht angetreten | –    | nicht angetreten | –    |
| ödp                  | 2          | 0,34  |             |       |            | 0,2  |             |      |             |       | 3            | 0,54  | –           | –           | 2      | –    | nicht angetreten | –    | nicht angetreten | –    |
| PIRATEN              |            |       | 1           | 0,17  |            |      |             |      | 16          | 2,88  | 10           | 1,79  | –           | –           | 13     | –    | nicht angetreten | –    | nicht angetreten | –    |
| Gesundheitsforschung |            |       | 3           | 0,50  |            |      |             |      |             |       |              |       |             |             |        |      |                  |      |                  |      |
| RRP                  |            |       |             |       |            |      |             |      |             |       | 1            | 0,18  | –           | –           | –      | –    | nicht angetreten | –    | nicht angetreten | –    |
| Übrige               |            |       |             |       |            |      |             |      |             |       |              |       | 1           | –           | –      | –    | –                | –    | –                | –    |
| BüSo                 |            |       |             |       |            |      |             |      |             |       |              |       | –           | –           | –      | –    | –                | –    | –                | –    |
| MLPD                 |            |       |             |       |            |      |             |      |             |       |              |       | –           | –           | –      | –    | –                | –    | –                | –    |
| III. Weg             |            |       | 1           | 0,17  |            |      |             |      |             |       |              |       |             |             |        |      |                  |      |                  |      |
| du.                  |            |       | 1           | 0,17  |            |      |             |      |             |       |              |       |             |             |        |      |                  |      |                  |      |
| Unabhängige          |            |       | 7           | 0,17  |            |      |             |      |             |       |              |       |             |             |        |      |                  |      |                  |      |
| VOLT                 |            |       | 1           | 0,17  |            |      |             |      |             |       |              |       |             |             |        |      |                  |      |                  |      |

### Gemeindefinanzen
Die Bruttoausgaben der Gemeinde betrugen im Jahre 2011 € 2.099.824, demgegenüber stehen Einnahmen von € 1.904.931. Davon entfallen € 514.532 auf Steuern und nur € 29.900 auf Zuschüsse. Die Schulden der Gemeinde am Kreditmarkt und bei den öffentlichen Haushalten betrugen 2010 € 635.000, hierbei handelt es sich ausschließlich um nicht öffentliche Schulden.

### Wappen
|                         | Blasonierung: „Über von Rot und Silber in drei Reihen geschachtem Schildfuß gespalten von Silber und Schwarz, vorne ein links gewendeter roter Bocksrumpf, hinten ein schräger und gebogener goldener Rautenkranz.“ |
| Wappenführung seit 1983 | |

## Baudenkmäler

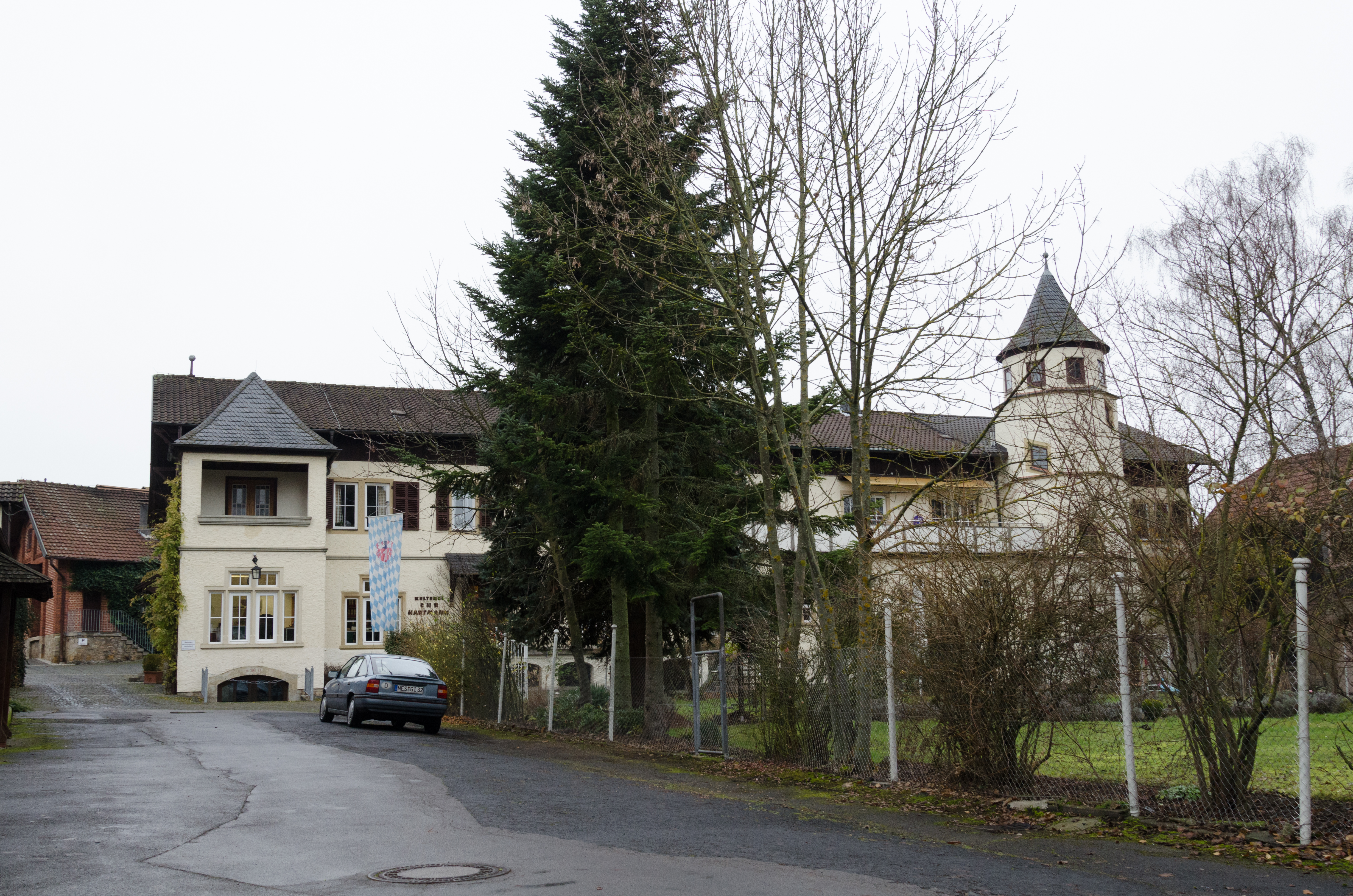
Schloss Sondheim

- Schloss SondheimDas Schloss Sondheim befand sich bis 1686 im Besitz der Herren von Stein. 1577 baute Hans von Stein das Schloss um und errichtete den Treppenturm. 1686 verkaufte es Caspar Otto von Stein an Ferdinand Gottfried von Gebsattel. Nach schwerer Beschädigung durch den Stadtbrand im Mai 1840 wurden nach 1851 Anbauten errichtet. Die Freiherren von Gebsattel behielten das Gut bis 1851; Christian Hartmann erwarb es 1859 und machte es zum Sitz seiner Kelterei. 1893 wurde der Bau historistisch überformt.[21]

## Wirtschaft einschließlich Land- und Forstwirtschaft

### Sozialversicherungspflichtig Beschäftigte
Es gab 2016 nach der amtlichen Statistik im produzierenden Gewerbe 179 und im Bereich Handel und Verkehr 22 sozialversicherungspflichtig Beschäftigte am Arbeitsort. In sonstigen Wirtschaftsbereichen waren am Arbeitsort zehn Personen sozialversicherungspflichtig beschäftigt. Sozialversicherungspflichtig Beschäftigte am Wohnort gab es insgesamt 371. Im verarbeitenden Gewerbe gab es fünf Betriebe, im Bauhauptgewerbe einen Betrieb.

### Land- und Forstwirtschaft
Im Jahr 2016 bestanden 18 landwirtschaftliche Betriebe (im Jahr 1999 waren es noch 36). 673 ha des Gemeindegebietes waren landwirtschaftlich genutzt, davon 277 ha Ackerfläche und 396 ha Dauergrünfläche. 473 ha waren bewaldet.

### Bildung
Bei der statistischen Erhebung am 1. März 2018 gab es zwei Kindertageseinrichtungen mit zusammen 56 Plätzen und 45 betreuten Kindern, davon zwölf unter drei Jahren.

## Verkehr
Derzeit verkehren in Stetten drei und in Sondheim zwei Buslinien des Verkehrsverbunds Nahverkehr Mainfranken.